# El secreto de Adaline
El secreto de Adaline (originalmente The age of Adaline) es una película romántica y fantástica dirigida por Lee Toland Krieger y escrita por J. Mills Goodloe y Salvador Paskowitz. La película está protagonizada por Blake Lively, Michiel Huisman y Harrison Ford y fue estrenada el 24 de abril de 2015.

## Sinopsis
Adaline es una mujer nacida el 1 de enero de 1908 que, en un paseo con su madre mientras admiran la vista del inconcluso Puente Golden Gate, conoce a un ingeniero, con quien se casa y tiene una hija llamada Flemming. Posteriormente su esposo muere y Adaline sufre un accidente que la deja inconsciente. En ese momento, un rayo cae sobre el vehículo y causa un triple efecto: su corazón se reanima, su cuerpo sale del estado de hipoxia y se hace inmune al paso del tiempo.
Adaline atribuye su inalterable apariencia a la buena suerte, la dieta sana y el ejercicio, pero un día es detenida por una infracción de tránsito y huye de su casa para evitar que su secreto sea descubierto. Regresa a San Francisco, donde consigue un empleo de administrativa en un hospital e investiga la razón de su eterna juventud, aunque desafortunadamente no consigue encontrar explicación a su condición.
Un día es detenida por dos oficiales con el argumento de no tener registro de su residencia, resultando una tapadera para hacerle pruebas. Adaline logra escapar y cambiar de residencia, apariencia e identidad cada década y nunca revelar su secreto.
Sin embargo, rompe su juramento al enamorarse de un joven en un evento de fin de año. Aunque inicialmente no apostaba por su relación, ella decide finalmente estar con él y accede a conocer a sus padres, aprovechando la celebración de los 40 años de matrimonio.
Al conocer a su suegro se da cuenta de que se trata de un antiguo novio, al cual abandonó para evitar verle morir.
Aunque inicialmente consigue engañar a su suegro haciéndose pasar por la hija de su exnovia, es descubierta por el padre de Ellis a causa de una cicatriz que él mismo le había curado en el pasado. Esta situación le obliga a explicar los motivos de la ruptura, y confiesa que desconoce la razón por la que no envejece. Declara que ama a su hijo pero que no puede continuar con él. A pesar de que huye, comprende que ama a Ellis y que no quiere seguir huyendo. Mientras regresa con su auto a casa de Ellis es embestida por un camión, siendo expulsada del vehículo y quedando tendida en la nieve, lo que le provoca hipotermia. Ellis sale a buscarla tras ser alentado por su padre, llegando a encontrarla. Los paramédicos encuentran a Jenny (Adaline) sin pulso, a la edad de 107 años, logrando reanimarla con una descarga eléctrica. Jenny es llevada al hospital donde le revela toda la verdad a Ellis. Recibe la visita de su hija Flemming, quien se presenta como su abuela, a lo que Adaline la corrige y le informa de que Ellis conoce toda la verdad.
Un año después los tres viven juntos. Adaline y Ellis se preparan para salir a una gala. Adaline se mira al espejo retocando su peinado y encuentra una cana, tras lo que sonríe al darse cuenta de que su envejecimiento se ha reactivado.

## Reparto
- Blake Lively como Adaline/Jenny.[1]
- Michiel Huisman como Ellis Jones.[2]
- Harrison Ford como William Jones.[3]
- Anthony Ingruber como William Jones (joven).[4]
- Amanda Crew como Kiki.
- Kathryn Newton como Alice Jones ¿?.
- Ellen Burstyn como Flemming.[1]
- Kathy Baker como Kathy Jones.
- Anjali Jay como Cora.
- Peter J. Gray como Clarence James Prescott.[5]

## Producción

### Filmación
La filmación comenzó el 10 de marzo de 2014 en Vancouver y continuó hasta el 5 de mayo. El 11 de marzo de 2014 comenzó la filmación en el Hotel Vancouver. Se emplearon lentes anamórficas y un uso mínimo de cámaras fijas para proporcionar una mayor autenticidad a las escenas ambientadas en las décadas de 1930, 1940 y 1950. Las películas Los caballeros las prefieren rubias y Cómo casarse con un millonario sirvieron de inspiración para el tono y la saturación del color de la época.

### Música
Mientras Rob Simonsen compuso la música de la película, Lana Del Rey contribuyó con una canción titulada "Life Is Beautiful", que aparece en el tráiler de la película pero no en la banda sonora.
También se puede escuchar la canción Simple Twist of Fate de Bob Dylan.

## Recepción

### Taquilla
The Age of Adaline ganó $ 42,629,776 en América del Norte y $ 23,033,500 en otros países, para una taquilla mundial bruta de $ 65,7 millones. La película se estrenó con 575.000 dólares durante las proyecciones nocturnas del jueves en 2.100 cines estadounidenses. Terminó el fin de semana en el número tres detrás de Furious 7 y Paul Blart: Mall Cop 2 con $ 13,4 millones de 2991 ubicaciones.